# 平野友康
平野 友康（ひらの ともやす、男性、1974年3月18日 - ）は、元株式会社デジタルステージ代表。メディアクリエイター、ソフトウェア・アーキテクト。
代表作にVJソフトウェア「motion dive」、映像ソフトウェア「LiFE with PhotoCinema」、ウェブ制作ソフト「BiND for WebLiFE」などがある。
雑誌やラジオ出演も多く、代表的なものにはニッポン放送「平野友康のオールナイトニッポン」（1997年～1998年）や「平野友康のお台場ラジオ会館」など。

## 略歴
群馬県桐生市に生まれる。本業はソフトウェア開発のプロデューサーであるが、こうしたメディア活動が多い背景としては、鴻上尚史主宰「劇団第三舞台」をプロデュースする株式会社サードステージから独立するかたちで、株式会社デジタルステージを設立したという経緯がある。
「デザイナーの考える未来をカタチにする」をテーマに、さまざまなプロダクトを発表。大沢伸一や新海誠、川崎和男らを招いてのコラボレーションイベントを展開するほか、執筆活動やコメンテーターとしても活動している。

### 書籍・出演リンク
- 『旅する会社』アスキー、2007年9月10日。ISBN 978-4756149978
- インタビュー Adobe
- 対談 グッドデザイン賞
- オールナイトニッポンR・平野友康のお台場ラジオ会館